# اسکندرلی (شمکور)
اسکندرلی (به لاتین: İsgəndərli) یک منطقه مسکونی در جمهوری آذربایجان است که در شهرستان شمکور واقع شده است. اسکندرلی ۵۴۵ نفر جمعیت دارد.